# Campeonato Mundial de Atletismo de 2017 - 100 m com barreiras feminino

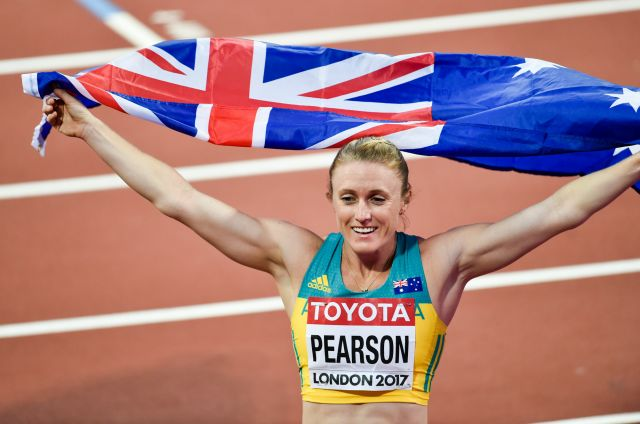
Atleta australiana Sally Pearson comemorando desempenho após a prova no Campeonato Mundial de Atletismo em 2017

A competição dos 100 metros com barreiras feminino no Campeonato Mundial de Atletismo de 2017 foi realizada no Estádio Olímpico de Londres nos dias 11 e 12 de agosto. Sally Pearson da Austrália levou a  medalha de ouro.

## Recordes
Antes da competição, os recordes eram os seguintes:
| Recorde mundial                               | Kendra Harrison (USA)  | 12.20 | Londres, Grã Bretanha   | 22 de julho de 2016   |
| Recorde do campeonato                         | Sally Pearson (AUS)    | 12.28 | Daegu, Coreia do Sul    | 3 de setembro de 2011 |
| Melhor marca do ano                           | Kendra Harrison (USA)  | 12.28 | Székesfehérvár, Hungria | 4 de julho de 2017    |
| Recorde africano                              | Glory Alozie (NGR)     | 12.44 | Mônaco                  | 8 de agosto de 1998   |
| Recorde africano                              | Glory Alozie (NGR)     | 12.44 | Bruxelas, Bélgica       | 28 de agosto de 1998  |
| Recorde africano                              | Glory Alozie (NGR)     | 12.44 | Sevilha, Espanha        | 28 de agosto de 1999  |
| Recorde asiático                              | Olga Shishigina (KAZ)  | 12.44 | Lucerna, Suiça          | 27 de junho de 1995   |
| Recorde da América do Norte, Central e Caribe | Kendra Harrison (USA)  | 12.20 | Londres, Grã Bretanha   | 22 de julho de 2016   |
| Recorde sul-americano                         | Maurren Maggi (BRA)    | 12.71 | Manaus, Brasil          | 19 de maio de 2001    |
| Recorde europeu                               | Yordanka Donkova (BUL) | 12.21 | Stara Zagora, Bulgária  | 20 de agosto de 1988  |
| Recorde da Oceania                            | Sally Pearson (AUS)    | 12.28 | Daegu, Coreia do Sul    | 3 de setembro de 2011 |

## Medalhistas
| Ouro                | Prata                    | Bronze                  |
| Sally Pearson (AUS) | Dawn Harper-Nelson (USA) | Pamela Dutkiewicz (GER) |

## Tempo de qualificação
| Tempo de qualificação |
| --------------------- |
| 12.98                 |

## Calendário
| Data                 | Horário | Fase          |
| -------------------- | ------- | ------------- |
| 11 de agosto de 2017 | 10:45   | Eliminatórias |
| 11 de agosto de 2017 | 19:05   | Semifinais    |
| 12 de agosto de 2017 | 20:05   | Final         |

Todos os horários estão no horário local (UTC+1)

## Resultados

### Eliminatórias
Qualificação: Quatro primeiros de cada bateria (Q) e os quatro melhores tempos (q) 
| Pos. | Série | Raia | Atleta               | Nacionalidade     | Tempo | Notas                |
| ---- | ----- | ---- | -------------------- | ----------------- | ----- | -------------------- |
| 1    | 3     | 2    | Kendra Harrison      | Estados Unidos    | 12.60 | Q                    |
| 2    | 1     | 5    | Danielle Williams    | Jamaica           | 12.66 | Q                    |
| 3    | 4     | 6    | Sally Pearson        | Austrália         | 12.72 | Q                    |
| 4    | 1     | 6    | Pamela Dutkiewicz    | Alemanha          | 12.74 | Q                    |
| 5    | 2     | 6    | Megan Simmonds       | Jamaica           | 12.78 | Q                    |
| 6    | 5     | 9    | Christina Manning    | Estados Unidos    | 12.87 | Q                    |
| 7    | 4     | 3    | Dawn Harper-Nelson   | Estados Unidos    | 12.88 | Q                    |
| 8    | 3     | 8    | Alina Talay          | Bielorrússia      | 12.88 | Q,                   |
| 9    | 3     | 3    | Yanique Thompson     | Jamaica           | 12.88 | Q                    |
| 10   | 2     | 7    | Nia Ali              | Estados Unidos    | 12.93 | Q                    |
| 11   | 1     | 2    | Isabelle Pedersen    | Noruega           | 12.94 | Q                    |
| 12   | 4     | 2    | Rushelle Burton      | Jamaica           | 12.94 | Q                    |
| 13   | 5     | 6    | Nadine Visser        | Países Baixos     | 12.96 | Q                    |
| 14   | 5     | 8    | Oluwatobiloba Amusan | Nigéria           | 12.97 | Q                    |
| 15   | 1     | 3    | Anne Zagré           | Bélgica           | 12.97 | Q                    |
| 16   | 2     | 8    | Phylicia George      | Canadá            | 13.01 | Q                    |
| 17   | 5     | 3    | Elvira Herman        | Bielorrússia      | 13.01 | Q                    |
| 18   | 4     | 9    | Hanna Plotitsyna     | Ucrânia           | 13.01 | Q                    |
| 19   | 3     | 9    | Devynne Charlton     | Bahamas           | 13.02 | Q                    |
| 20   | 3     | 5    | Lindsay Lindley      | Nigéria           | 13.07 | q                    |
| 21   | 4     | 4    | Ricarda Lobe         | Alemanha          | 13.08 | q                    |
| 22   | 3     | 4    | Michelle Jenneke     | Austrália         | 13.11 | q                    |
| 23   | 1     | 7    | Sharona Bakker       | Países Baixos     | 13.12 | q                    |
| 24   | 5     | 5    | Nadine Hildebrand    | Alemanha          | 13.14 |                      |
| 25   | 3     | 6    | Elisavet Pesiridou   | Grécia            | 13.14 |                      |
| 26   | 1     | 9    | Gréta Kerekes        | Hungria           | 13.15 |                      |
| 27   | 2     | 5    | Ayako Kimura         | Japão             | 13.15 | Q                    |
| 28   | 2     | 9    | Luca Kozák           | Hungria           | 13.17 |                      |
| 29   | 2     | 4    | Tiffany Porter       | Grã-Bretanha      | 13.18 |                      |
| 30   | 5     | 2    | Angela Whyte         | Canadá            | 13.23 |                      |
| 31   | 4     | 5    | Hitomi Shimura       | Japão             | 13.29 |                      |
| 32   | 2     | 3    | Eefje Boons          | Países Baixos     | 13.34 |                      |
| 33   | 4     | 8    | Eline Berings        | Bélgica           | 13.35 |                      |
| 34   | 5     | 7    | Jung Hye-lim         | Coreia do Sul     | 13.37 |                      |
| 35   | 4     | 7    | Marthe Koala         | Burquina Fasso    | 13.38 |                      |
| 36   | 1     | 8    | Fabiana Moraes       | Brasil            | 13.40 |                      |
| 37   | 1     | 4    | Alicia Barrett       | Grã-Bretanha      | 13.42 |                      |
| 38   | 2     | 2    | Mulern Jean          | Haiti             | 13.63 |                      |
| 39   | 3     | 7    | Lina Ahmed           | Egito             | 13.78 | Recorde da temporada |
| 40   | 5     | 4    | Deborah John         | Trinidad e Tobago | DNF   |                      |

### Semifinais
Qualificação: Dois primeiros de cada bateria (Q) e os dois melhores tempos (q).
| Pos. | Série | Raia | Atleta               | Nacionalidade  | Tempo | Notas |
| ---- | ----- | ---- | -------------------- | -------------- | ----- | ----- |
| 1    | 1     | 6    | Sally Pearson        | Austrália      | 12.53 | Q     |
| 2    | 3     | 7    | Dawn Harper-Nelson   | Estados Unidos | 12.63 | Q,    |
| 3    | 3     | 4    | Pamela Dutkiewicz    | Alemanha       | 12.71 | Q     |
| 4    | 2     | 5    | Christina Manning    | Estados Unidos | 12.71 | Q     |
| 5    | 1     | 4    | Nia Ali              | Estados Unidos | 12.79 | Q     |
| 6    | 1     | 7    | Nadine Visser        | Países Baixos  | 12.83 | q     |
| 7    | 2     | 6    | Alina Talay          | Bielorrússia   | 12.85 | Q,    |
| 8    | 3     | 6    | Kendra Harrison      | Estados Unidos | 12.86 | q     |
| 9    | 3     | 5    | Isabelle Pedersen    | Noruega        | 12.87 |       |
| 10   | 2     | 7    | Yanique Thompson     | Jamaica        | 12.88 |       |
| 11   | 1     | 5    | Megan Simmonds       | Jamaica        | 12.93 |       |
| 12   | 3     | 9    | Rushelle Burton      | Jamaica        | 12.94 |       |
| 13   | 3     | 2    | Devynne Charlton     | Bahamas        | 12.95 |       |
| 14   | 2     | 9    | Oluwatobiloba Amusan | Nigéria        | 13.04 |       |
| 15   | 1     | 8    | Phylicia George      | Canadá         | 13.04 |       |
| 16   | 3     | 8    | Hanna Plotitsyna     | Ucrânia        | 13.08 |       |
| 17   | 1     | 3    | Ricarda Lobe         | Alemanha       | 13.11 |       |
| 18   | 2     | 4    | Danielle Williams    | Jamaica        | 13.14 |       |
| 19   | 2     | 8    | Elvira Herman        | Bielorrússia   | 13.16 |       |
| 20   | 1     | 2    | Lindsay Lindley      | Nigéria        | 13.18 |       |
| 21   | 2     | 3    | Michelle Jenneke     | Austrália      | 13.25 |       |
| 22   | 3     | 3    | Sharona Bakker       | Países Baixos  | 13.29 |       |
| 23   | 2     | 2    | Ayako Kimura         | Japão          | 13.29 |       |
| 24   | 1     | 9    | Anne Zagré           | Bélgica        | 13.34 |       |

### Final
A final da prova ocorreu dia 12 de agosto às 20:05. 
| Pos.              | Raia | Atleta             | Nacionalidade  | Tempo | Notas                |
| ----------------- | ---- | ------------------ | -------------- | ----- | -------------------- |
| Medalha de ouro   | 4    | Sally Pearson      | Austrália      | 12.59 |                      |
| Medalha de prata  | 6    | Dawn Harper-Nelson | Estados Unidos | 12.63 | Recorde da temporada |
| Medalha de bronze | 5    | Pamela Dutkiewicz  | Alemanha       | 12.72 |                      |
| 4                 | 3    | Kendra Harrison    | Estados Unidos | 12.74 |                      |
| 5                 | 7    | Christina Manning  | Estados Unidos | 12.74 |                      |
| 6                 | 8    | Alina Talay        | Bielorrússia   | 12.81 | Recorde da temporada |
| 7                 | 2    | Nadine Visser      | Países Baixos  | 12.83 |                      |
| 8                 | 9    | Nia Ali            | Estados Unidos | 13.04 |                      |

Legenda
| Recorde mundial       | Recorde mundial (World record)               |                       | Recorde africano                      | Recorde africano (African) |                                           | Q | Classificado por posição (Qualified) |
| Recorde do campeonato | Recorde do campeonato (Championship record)  | Recorde da América    | Recorde da América (Americas)         | q                          | Classificado por melhor tempo (Qualified) |   |                                      |
| Melhor marca do ano   | Melhor marca do ano (World leading)          | Recorde asiático      | Recorde asiático (Asian)              | DNS                        | Não largou (Did not start)                |   |                                      |
| Recorde nacional      | Recorde nacional (National record)           | Recorde europeu       | Recorde europeu (European)            | DNF                        | Não terminou (Did not finish)             |   |                                      |
| Recorde pessoal       | Recorde pessoal do atleta (Personal best)    | Recorde da Oceania    | Recorde da Oceania (Oceania)          | DSQ / DQ                   | Desclassificado (Disqualified)            |   |                                      |
| Recorde da temporada  | Recorde da temporada do atleta (Season best) | Recorde sul-americano | Recorde sul-americano (South America) | NM                         | Sem marca (No mark)                       |   |                                      |